# Vorganium
Vorganium ou Vorgianum était un vicus, agglomération gallo-romaine de taille moyenne, situé possiblement sur le territoire de l'actuelle commune de Plounéventer (Kerilien) dans le département du Finistère.

## Localisation de Vorganium
Certains historiens, dont Louis Pape, ont situé Vorganium au hameau de Kerilien (commune de Plounéventer). Cette hypothèse repose sur la base des importants vestiges urbains retrouvés lors de fouilles archéologiques, ainsi que sur la distance affichée sur la borne milliaire de Kerscao (commune de Kernilis).
Elle est quelquefois assimilée à Vorgium, l'actuelle Carhaix, capitale des Osismes. Aucune preuve formelle ne permet actuellement d'étayer cette hypothèse.

## Vestiges
Les objets retrouvés lors de fouilles archéologiques sont conservés au Musée du Léon de Lesneven et certains au Musée de Bretagne de Rennes.

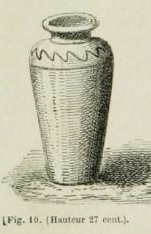
Vase gaulois trouvé entre Ploudaniel et Plounéventer.
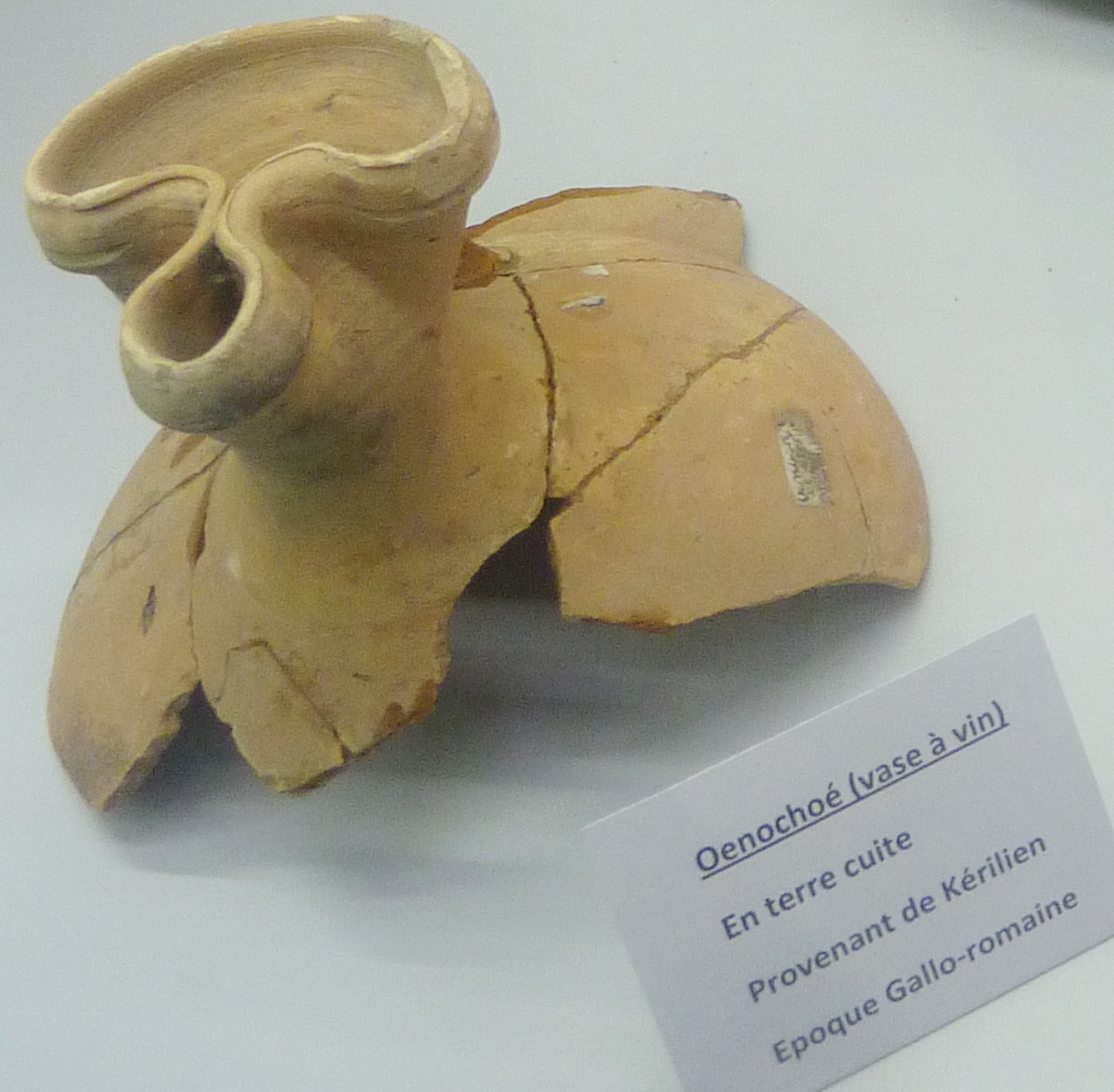
Œnochoé (vase à vin) en terre cuite provenant de Kerilien en Plounéventer (Musée du Léon de Lesneven).
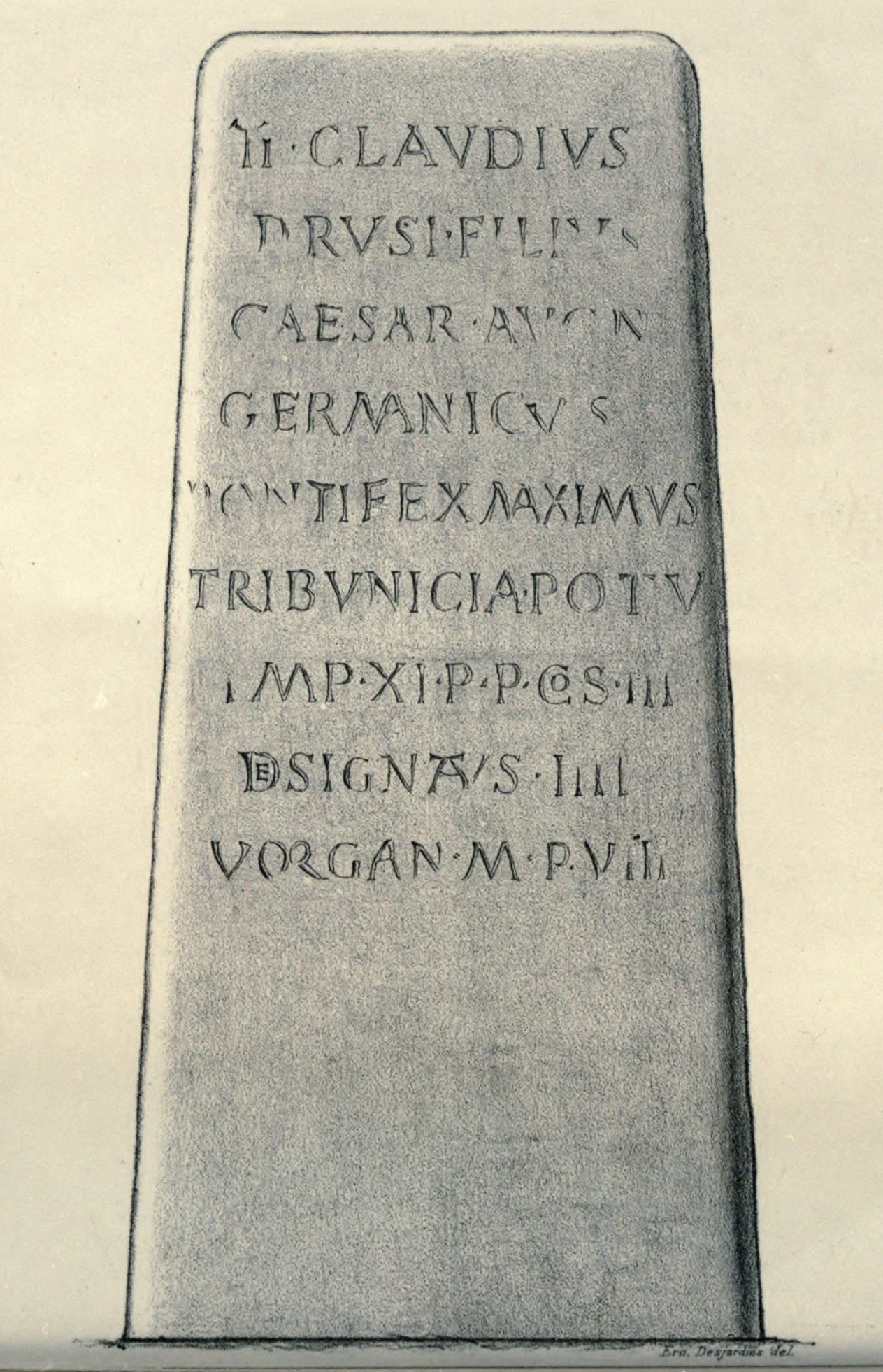
Lecture, par Ernest Desjardin, du milliaire de Kerscao (publ. en 1874).
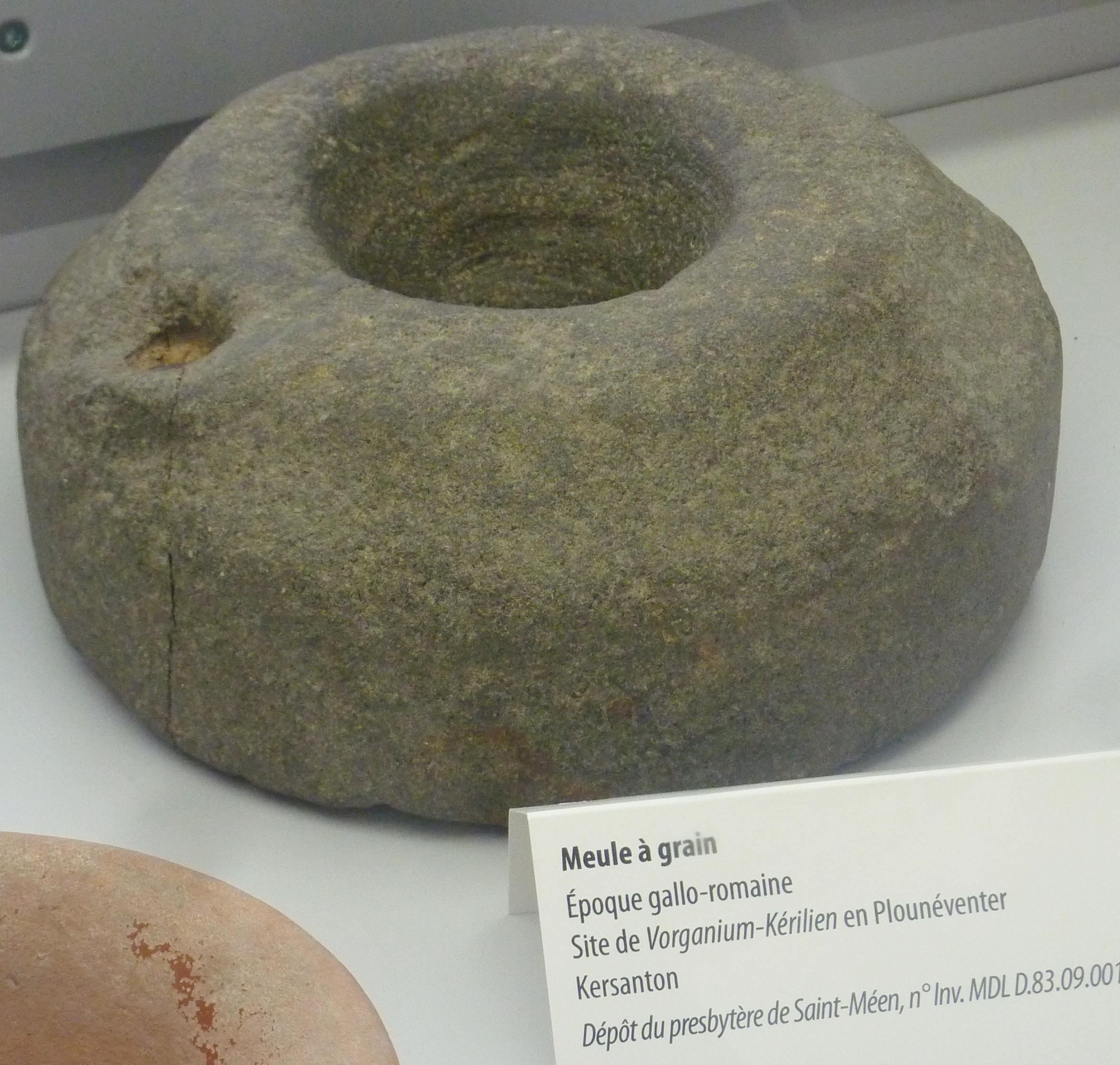
Meule à grains en pierre de kersanton provenant du site de Vorganium (Kerilien) en Plounéventer (époque gallo-romaine, musée du Léon de Lesneven).
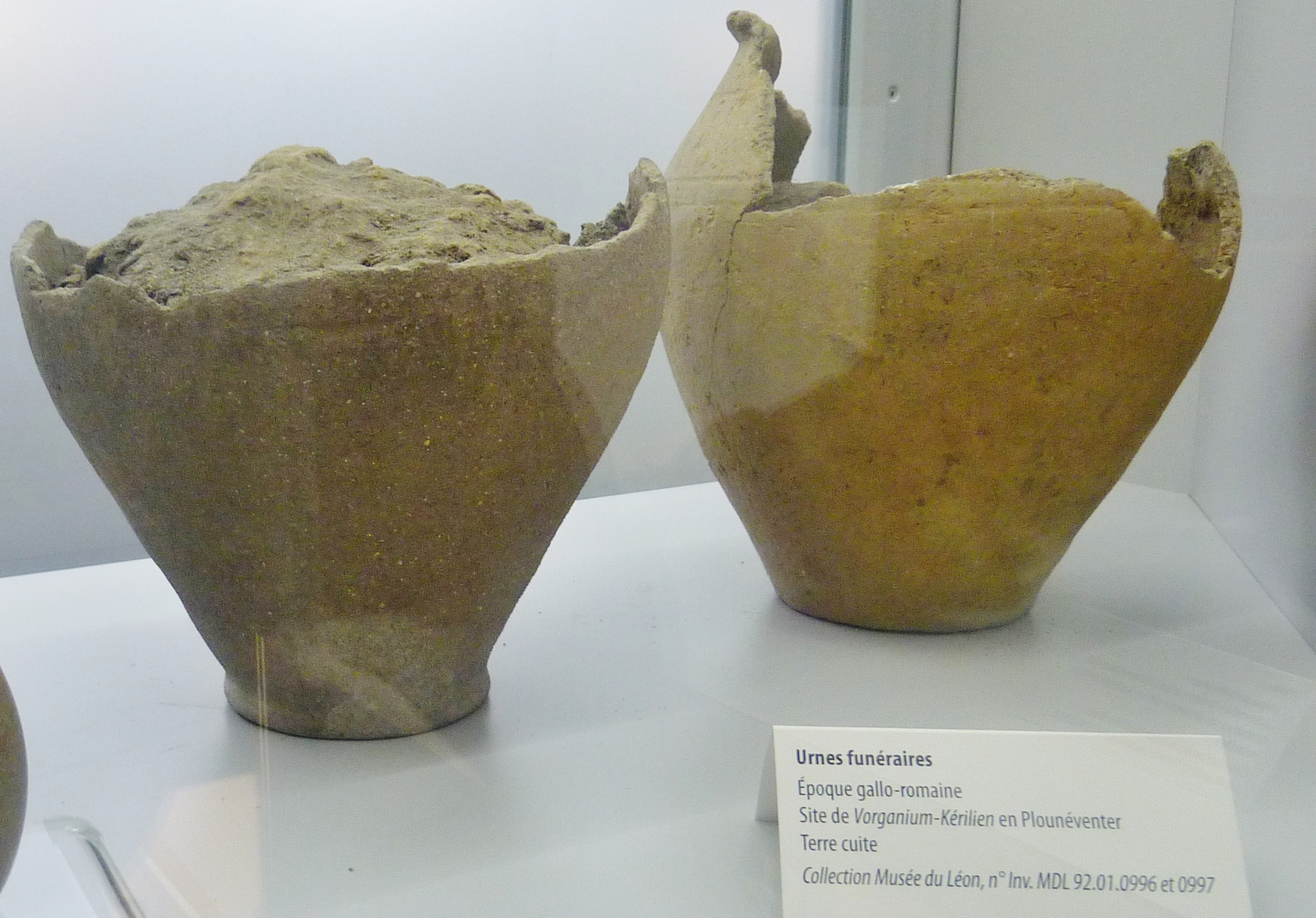
Urnes funéraires en terre cuite trouvées sur le site de Vorganium (Kerilien) en Plounéventer (époque gallo-romaine, musée du Léon de Lesneven).
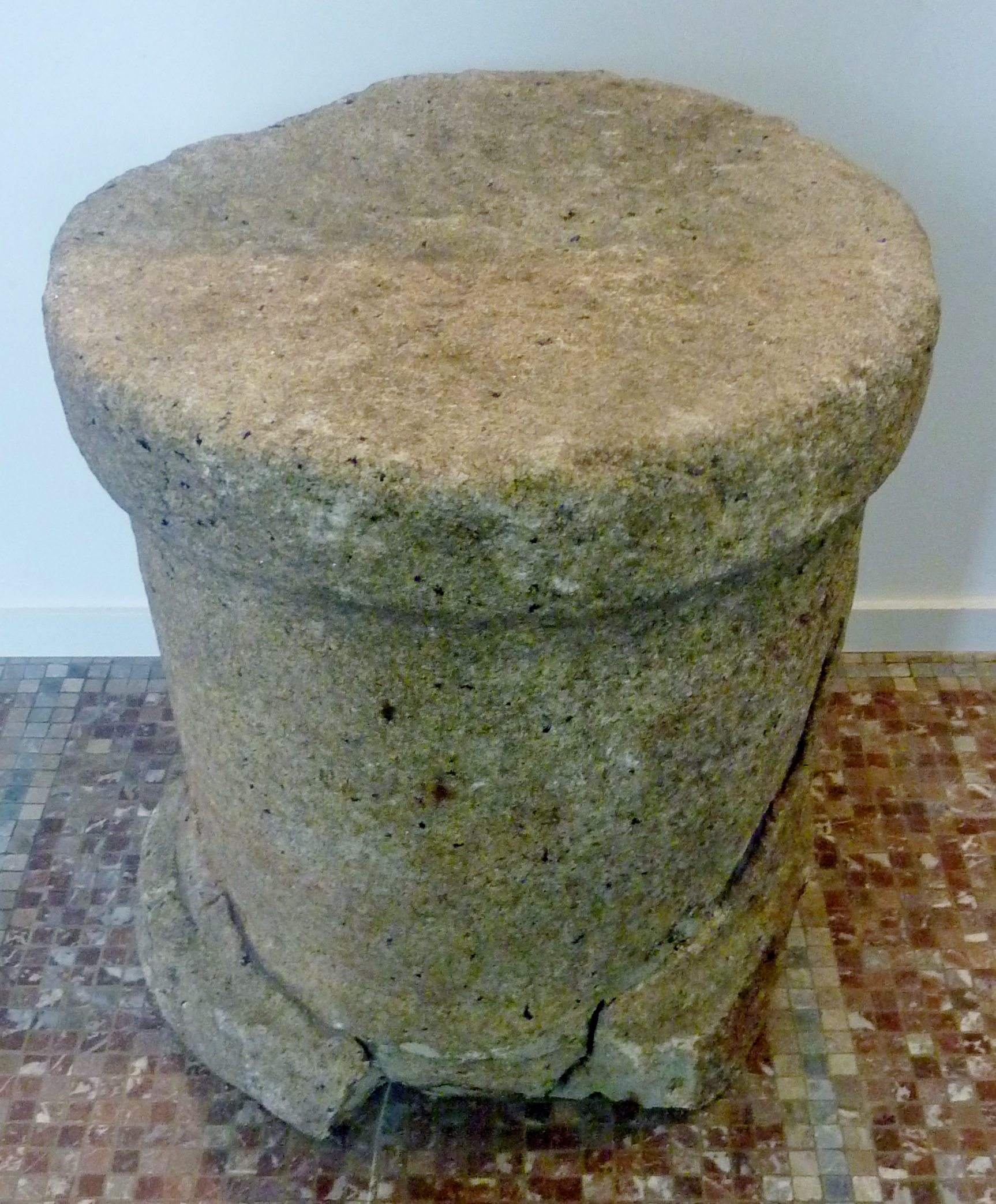
Piédestal de statue trouvé sur le site de Vorganium (Kerilien) en Plounéventer (époque gallo-romaine, musée du Léon de Lesneven).
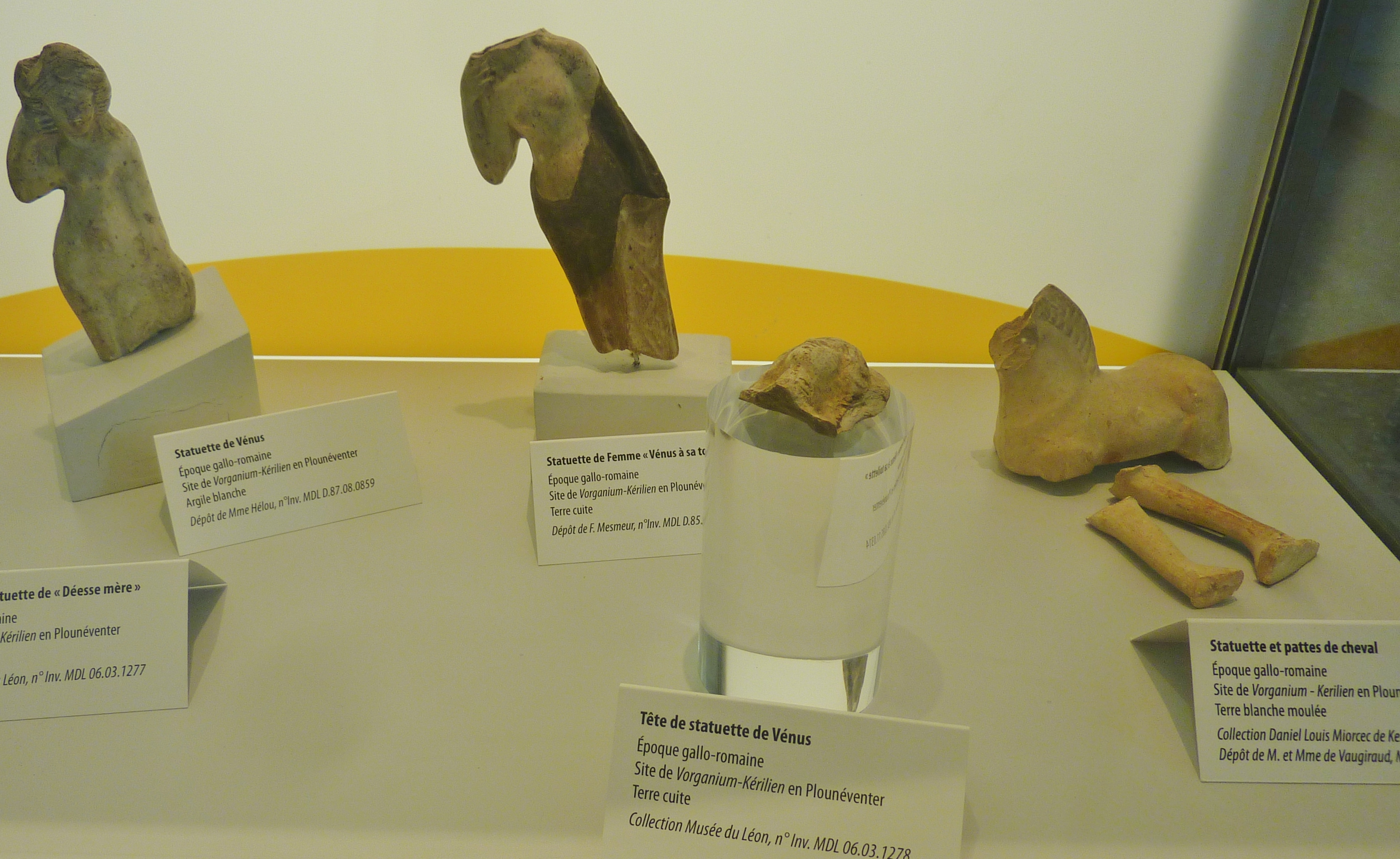
Statuettes et fragments divers trouvés sur le site de Vorganium (Kerilien) en Plounéventer (époque gallo-romaine, musée du Léon de Lesneven).
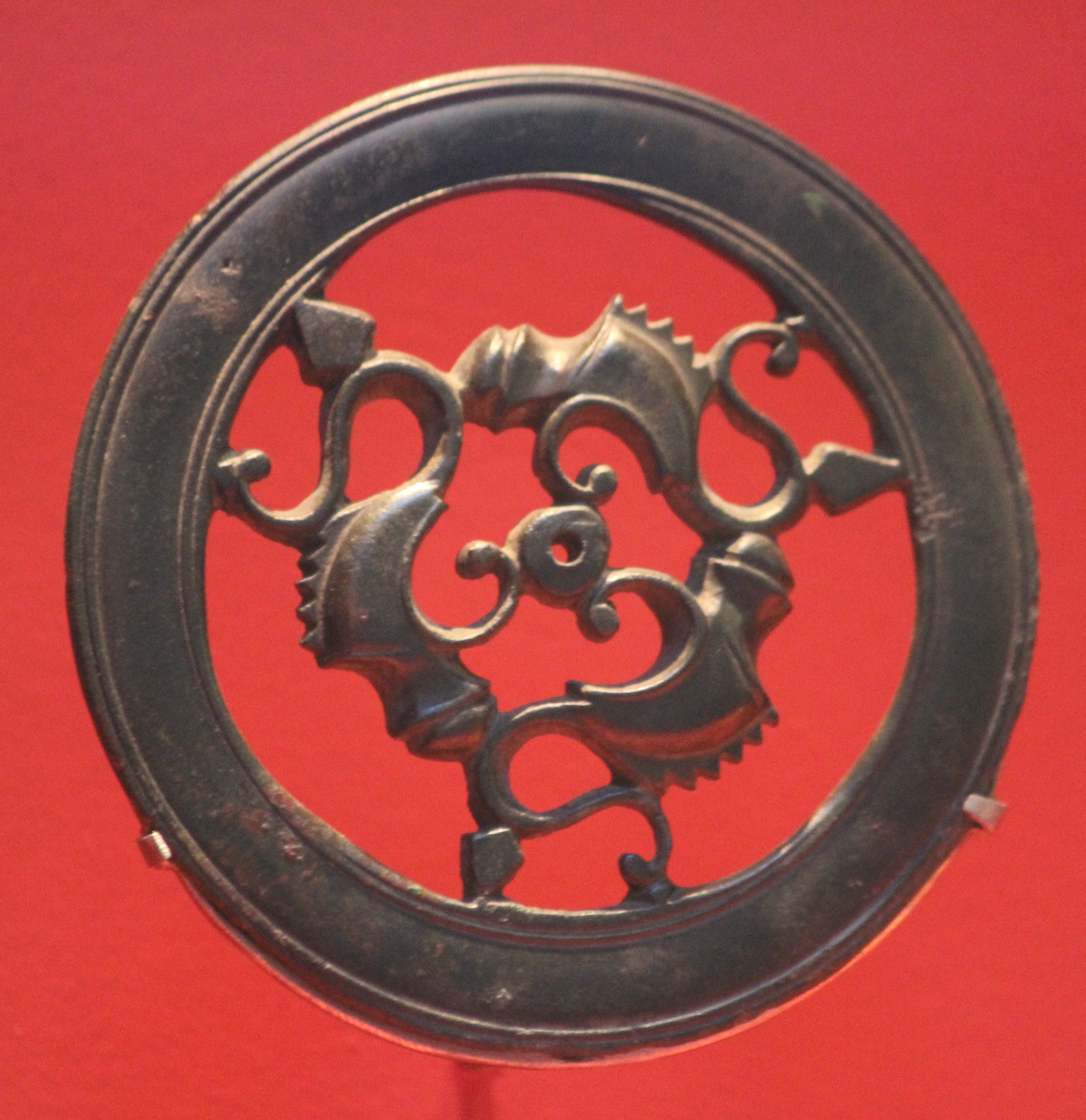
Phalère aux tritons.